# Die Wilden Kerle 5
Die Wilden Kerle 5 (Untertitel: Hinter dem Horizont; Zusatz: DWK 5) ist ein deutscher Kinderfilm aus dem Jahr 2008 und ist die vierte Fortsetzung von Die Wilden Kerle. Der Film entstand nach der Kinderbuchreihe Die Wilden Fußballkerle von Joachim Masannek, der auch Regie führte. Wie im Vorgänger Die Wilden Kerle 4 wurden aus der Handlung der Kinderbuchreihe nur noch einzelne Personen entnommen, deren Charaktere sich inzwischen deutlich von der ursprünglichen Buchfassung unterscheiden.

## Handlung
Nachdem die Wilden Kerle die Wölfe und anschließend die Silberlichten (im vorherigen Teil DWK4 – Der Angriff der Silberlichten) besiegt hatten, feiern sie im Wald ausgiebig ihren Triumph. An einem Abend am See schwören sich Leon und Vanessa, die seit jeher ineinander verliebt sind, ewige Treue; dabei werden sie unbemerkt von zwei düster wirkenden Gestalten beobachtet. Am darauffolgenden Tag ist Leon plötzlich verschwunden. Vanessa ist sauer, sie vertraut Leon nicht mehr, da er sie schon öfter im Stich gelassen hat. Raban und Joschka sind jedoch fest davon überzeugt, dass Leon von Vampiren entführt wurde. Erst kürzlich hat nämlich Rabans selbst konstruierter Warngürtel (welcher von Vanessa spöttisch „Gespensterschnalle“ genannt wird) rot aufgeleuchtet, was „Vampir“ bedeutet. Obwohl die anderen Rabans und Joschkas Theorie nicht so recht glauben wollen, machen sie sich mit ihren Motorrädern auf die Suche. Doch von Leon fehlt jede Spur, und selbst nach zehn Monaten gibt es noch immer kein Lebenszeichen von ihm.
Inzwischen erreichen die Wilden Kerle eine halb verfallene Festung aus Stahl und Beton, welche sich als der Ort hinter dem Horizont herausstellt. Eine seltsame Kapuzengestalt erzählt ihnen, das Leon zwar dort ist, jedoch „tot wie ein Stein“. Die Kerle durchsuchen die Festung trotz der Warnung des Kapuzenmannes, ihnen würde es genauso wie Leon ergehen, und treffen in der Nacht schließlich auf die Vampire, die sich „Schattensucher“ nennen. Die Wilden Kerle wollen von ihnen wissen, wo sich Leon befindet, allerdings fordert Darkside, der Anführer der Vampire, sie zunächst zu einem 3-D-Fußballmatch (Soccer Six in 3 Dimensionen) heraus. Die Vampire gewinnen das Match mit zwei zu null unter anderem durch die Fähigkeit von Vampiren, „Flitzen“ (schnell von einem Ort zu einem anderen „beamen“) zu können. Dadurch sind die Kerle in der Obhut der Vampire gefangen. Darkside verführt Vanessa und überzeugt sie davon, Leon zu vergessen und wie er zu einem Vampir zu werden, worauf sie auch eingeht. Die anderen wilden Kerle alias Maxi, Nerv, Klette, Raban, Joschka und Markus werden ebenfalls verführt und Blossom beißt Maxi, jedoch nur flüchtig, sodass er nur teilweise verwandelt wird. Die Wilden Kerle versuchen zu fliehen und es gelingt ihnen, bis auf Klette, nur knapp durch die Hilfe des Kapuzenmannes, der die verbliebenen Kerle erstmal in Sicherheit bringt. Er zeigt ihnen Leon, der von Blossom gebissen wurde und daraufhin im Sonnenlicht, das für Vampire schädlich ist, versteinerte. In seiner eigenen Behausung in der Nähe der Festung der Schattensucher bringt der Kapuzenmann die Wilden Kerle unter und führt sie in seine Geheimwaffe, ein „Gewehr“, das Sonnenlicht aussendet, ein, mit der Absicht, sich für Leon an den Vampiren zu rächen.
In der Nacht halten der Kapuzenmann und Maxi abwechselnd Wache, doch als Blossom kommt, lässt er sich vollständig verwandeln. Nun wird er von den anderen und dem Kapuzenmann als Verräter gehalten, und die Vampire nehmen alle gefangen. Vanessa und Klette, die sich nach langem Hin und Her von den beiden kleinsten Vampiren Jeckyl und Hyde, die sie zu beehren versuchen, beißen lässt, wurden unterdessen in der Vampir-Festung gefangen genommen, können aber fliehen und finden ebenfalls den versteinerten Leon. Vanessa entdeckt in seiner Hand einen Brief, in dem steht, dass er nur erlöst werden kann, wenn sie ihn im strahlenden Licht der aufgehenden Sonne küsst.
Darkside wird von Vanessa zu einem abschließenden Fußballspiel in seinem „Höllentor“ genannten Stadion überredet, der Preis ist Leon, außerdem kommen die Wilden Kerle frei. Die Wilden Kerle liegen zunächst zurück, schaffen es aber, das Spiel 3:2 zu gewinnen. Allerdings kämpft Darkside wieder mit unfairen Mitteln: Er verwendet die Sonnenstrahlen abschießende Geheimwaffe des Kapuzenmannes, woraufhin Vanessa sich verstecken muss, um nicht zu Stein zu werden. Maxi rettet einen Torschuss, den Markus aufgrund eines vorangegangenen Schusses nicht hätte halten können, knapp vor der Torlinie, liegt aber vor dem Tor im Sonnenlicht der Geheimwaffe und wird versteinert. Vanessa muss Leon erst um Verzeihung bitten, dass sie sich von Darkside hat verführen lassen. Als er ihr verzeiht und sie ihn im Licht der nun aufgehenden Sonne küsst, erwacht er wieder zum Leben und Vanessa ist kein Vampir mehr. Blossom küsst Maxi, in den sie nun verliebt ist, woraufhin auch er wieder erwacht und beide das Vampirdasein los sind. Auch die anderen Kerle küssen Vampire und verlieben sich: Markus küsst Düsentrieb, Raban Terry, Joschka Marry und Nerv muss gezwungenermaßen Klette küssen, was ihn aber eher anekelt. Als alle draußen sind, merkt Nerv allerdings, dass Klette einen Metallkragen trug und somit gar kein Vampir war. Darkside und die beiden Jungvampire Jeckyl und Hyde verbleiben im Vampirbau in ihrer ewigen Dunkelheit, die anderen genießen die Freiheit im Sonnenlicht.

## Filmmusik
1. Wisst Ihr Noch
2. Höllentor
3. Jeckyl und Hyde
4. Sonnenwind
5. Leon
6. 186
7. Jetzt
8. Ich komm zu dir
9. Schattensucher
10. Dafür bist du gemacht
11. Bade in Liebe
12. Was war das was da war?
13. Darkside
14. Soccer six 3D
15. Beissen
16. Iiieeenk oiiink
17. Ende
18. Verführung
19. Endspiel

## Kritik
Das Lexikon des Internationalen Films bezeichnet den Film als ein „eher lieblos gefertigtes Fantasy-Abenteuer“. Der Film verbreite trotz einiger Szenen mit großem inszenatorischem Aufwand Langeweile und sei auf Grund gruseliger Szenen „für kleinere Kinder gänzlich ungeeignet“.

## Auszeichnungen
Jimi Blue Ochsenknecht gewann 2008 den New Faces Award als bester Nachwuchsdarsteller.